# Christopher J. Walker

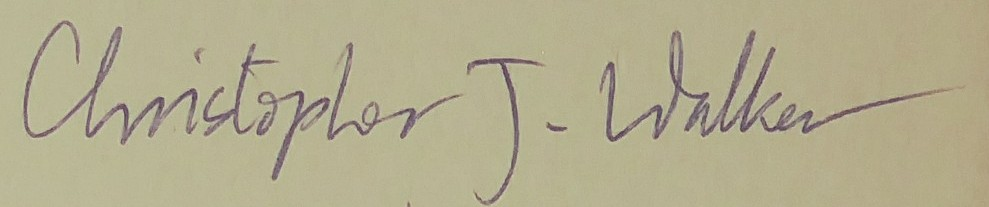
Firma di Christopher J. Walker

Christopher Joseph Walker (10 luglio 1942 – 18 aprile 2017) è stato uno storico britannico, autore di libri sulla storia dell'Armenia, del mondo islamico e della Gran Bretagna.

## Biografia
Studiò al Lancing College e al Brasenose College di Oxford.
Lavorò nel dipartimento di manoscritti storici e letterari di Sotheby's. Dopo aver vinto una borsa di studio presso Winston Churchill Memorial Trusts nel 1971,  scrisse un libro sulla storia armena. Pubblicò diversi libri e articoli sulla storia dell'Armenia, una delle sue opere più famose è il libro "Armenia: The Survival of a Nation" (Armenia: la sopravvivenza di una nazione), descritto come "una storia esemplare dell'Armenia Maggiore"  e "una presentazione equilibrata" degli eventi durante il genocidio armeno nel periodo storico che va dal 1895 al 1918.
Dopo una lunga ricerca negli archivi, nel 2003 Walker completò il suo libro, Life of Oliver Baldwin (La vita di Oliver Baldwin), su un soldato, statista e giornalista, figlio di un primo ministro conservatore, che diventò un membro laburista del parlamento britannico.

## Pubblicazioni
- The Armenians, di David Marshall Lang e Christopher J. Walker, London: Minority Rights Group, MRG Report No.32, quinta edizione, 1987
- Armenia : The Survival of a Nation, ISBN 978-0-312-04944-7, 1980;ISBN 978-0-312-04230-1, 1990
- Armenia and Karabagh ,ISBN 978-1-873194-00-3, 1991
- Oliver Baldwin : A Life of Dissent, ISBN 978-1-900850-86-5, 2003
- Visions of Ararat (scritti sull'Armenia),ISBN 978-1-85043-888-5, 2005
- "At History's Crossroad: The making of the Armenian nation,", (Gli armeni: da re e sacerdoti a mercanti e commissari) (Recensione del libro) Weekly Standard Nov 27, 2006.
- Friends or Foes? The Islamic East and the West, History Today, marzo 2007, volume: 57, numero: 3, pagine 50-57